# Елань (Самарская область)
Елань — село в Хворостянском районе Самарской области в составе сельского поселения Новокуровка.

## География
Находится на правом берегу реки Чагры на расстоянии примерно 24 километра по прямой на северо-восток от районного центра села Хворостянка.

## История
В 1775 году земли в районе нынешнего села Елань купил князь Александр Урусов и Василий Самарин. Первоначальное название села было Урусово-Александровка или Александровка. Известно, что в 1850-х годах деревянная старая церковь была заменена на каменную. В советское время работал колхоз им. XIX партсъезда. Долгое время в селе проживали старообрядцы.

## Население
Постоянное население составляло 476 человек (русские 87 %) в 2002 году, 431 в 2010 году.